# Euperilampus hymenopterae
Euperilampus hymenopterae är en stekelart som först beskrevs av Jean Risbec 1952.  Euperilampus hymenopterae ingår i släktet Euperilampus och familjen gropglanssteklar. Inga underarter finns listade i Catalogue of Life.